# Фаусто Сальсано
Фаусто Сальсано (італ. Fausto Salsano, нар. 19 грудня 1962, Кава-де-Тіррені) — італійський футболіст, що грав на позиції півзахисника, зокрема за «Сампдорію» та «Рому». По завершенні ігрової кар'єри — тренер. З 2018 року входить до тренерського штабу національної збірної Італії.
П'ятиразовий володар Кубка Італії. Володар Кубка Кубків УЄФА. 

## Клубна кар'єра
Народився 19 грудня 1962 року в місті Кава-де-Тіррені. Вихованець футбольної школи клубу «Пістоєзе».
1979 року уклав контракт із клубом «Сампдорія», який за два роки віддав юного півзахисника для отримання досвіду виступів на дорослому рівні в оренду до  «Емполі», а через рік — до «Парми».
1984 року Сальсано повернувся до «Сампдорії», де відразу ж завоював постійне місце в основному складі. Протягом наступних шести сезонів тричі ставав у складі генуезької команди володарем Кубка Італії, а 1990 року допоміг їй перемогти у тогорічному розіграші Кубка володарів кубків.
Невдовзі після цього європейського тріумфу, влітку того ж 1990 року півзахисник перейшов до «Роми», кольори якої захищав протягом трьох наступних сезонів. У складі «вовків» також був основним гравцем середини поля і здобув свій четвертий Кубок Італії, у розіграші 1990/91.
1993 року ще на п'ять сезонів повернувся до «Сампдорії», протягом перших чотирьох з яких знову був гравцем основного складу. 1994 року здобув свій п'ятий (і четвертий у складі генуезців) Кубок Італії.
Влітку 1998 року 35-річний гравець залишив команду, якій сумарно присвятив понад 10 років своєї кар'єри, і приєднався до «Спеції». За два роки, у 2000-му провів декілька ігор за «Сестрезе», після чого став граючим тренером команди «Імперія».

## Виступи за збірні
1987 року залучався до складу молодіжної збірної Італії, за яку зіграв у 4 офіційних матчах.
З 1987 по 1988 рік провів чотири гри у складі олімпійської збірної Італії.

## Кар'єра тренера
Попрацювавши 2000 року граючим тренером нижчолігової «Імперії», 2001 року був запрошений колишнім партнером по «Сампдорії» П'єтро Верховодом приєднатися до очолюваного ним тренерського штабу «Катанія». Наступного року допомагав Верховоду у «Флоренція Віола», щойно перезаснованому клубі, який мав стати базою для відновлення легендарної «Фіорентини» і починав свій шлях з низів піраміди італійських професійних футбольних ліг.
2004 року ще один колишній партнер Сальсано по «Сампдорії» Роберто Манчіні запросив його стати своїм помічником у тренерському штабі «Інтернаціонале». Відтоді Сальсано став незмінним асистентом Манчіні, встигши попрацювати з ним протягом наступних 15 років у «Манчестер Сіті», «Галатасараї» і «Зеніті». 
2018 року увійшов до очолюваного все тим же Роберто Манчіні тренерського штабу національної збірної Італії.

## Статистика виступів

### Статистика клубних виступів
| Сезон                 | Команда               | Чемпіонат             | Чемпіонат | Чемпіонат | Національний кубок | Національний кубок | Національний кубок | Континентальні кубки | Континентальні кубки | Континентальні кубки | Інші змагання | Інші змагання | Інші змагання | Усього | Усього |
| Сезон                 | Команда               | Ліга                  | Ігор      | Голів     | Ліга               | Ігор               | Голів              | Ліга                 | Ігор                 | Голів                | Ліга          | Ігор          | Голів         | Ігор   | Голів  |
| --------------------- | --------------------- | --------------------- | --------- | --------- | ------------------ | ------------------ | ------------------ | -------------------- | -------------------- | -------------------- | ------------- | ------------- | ------------- | ------ | ------ |
| 1984–85               | «Сампдорія»           | A                     | 28        | 6         | КІ                 | 13                 | 1                  | -                    | -                    | -                    | -             | -             | -             | 41     | 7      |
| 1985–86               | «Сампдорія»           | A                     | 26        | 1         | КІ                 | 13                 | 2                  | КВК                  | 2                    | 0                    | -             | -             | -             | 41     | 3      |
| 1986–87               | «Сампдорія»           | A                     | 29        | 1         | КІ                 | 5                  | 0                  | -                    | -                    | -                    | -             | -             | -             | 34     | 1      |
| 1987–88               | «Сампдорія»           | A                     | 28        | 3         | КІ                 | 13                 | 1                  | -                    | -                    | -                    | -             | -             | -             | 41     | 4      |
| 1988–89               | «Сампдорія»           | A                     | 29        | 2         | КІ                 | 13                 | 1                  | КВК                  | 6                    | 2                    | СІ            | 1             | 0             | 49     | 5      |
| 1989–90               | «Сампдорія»           | A                     | 32        | 2         | КІ                 | 3                  | 1                  | КВК                  | 7                    | 0                    | СІ            | 0             | 0             | 42     | 3      |
| 1990–91               | «Рома»                | A                     | 29        | 4         | КІ                 | 9                  | 0                  | КУЄФА                | 5                    | 0                    | -             | -             | -             | 43     | 4      |
| 1991–92               | «Рома»                | A                     | 20        | 1         | КІ                 | 6                  | 0                  | КВК                  | 3                    | 0                    | СІ            | 1             | 0             | 30     | 1      |
| 1992–93               | «Рома»                | A                     | 25        | 0         | КІ                 | 6                  | 1                  | КУЄФА                | 6                    | 0                    | -             | -             | -             | 37     | 1      |
| Усього за «Рому»      | Усього за «Рому»      | Усього за «Рому»      | 74        | 5         |                    | 21                 | 1                  |                      | 14                   | 0                    |               | 1             | 0             | 110    | 6      |
| 1993–94               | «Сампдорія»           | A                     | 20        | 0         | КІ                 | 7                  | 1                  | -                    | -                    | -                    | -             | -             | -             | 27     | 1      |
| 1994–95               | «Сампдорія»           | A                     | 20        | 0         | КІ                 | 3                  | 0                  | КВК                  | 6                    | 0                    | СІ            | 0             | 0             | 29     | 0      |
| 1995–96               | «Сампдорія»           | A                     | 27        | 1         | КІ                 | 2                  | 0                  | -                    | -                    | -                    | -             | -             | -             | 29     | 1      |
| 1996–97               | «Сампдорія»           | A                     | 24        | 0         | КІ                 | 1                  | 0                  | -                    | -                    | -                    | -             | -             | -             | 55     | 0      |
| 1997–98               | «Сампдорія»           | A                     | 14        | 0         | КІ                 | 3                  | 0                  | КУЄФА                | 1                    | 0                    | -             | -             | -             | 18     | 0      |
| Усього за «Сампдорію» | Усього за «Сампдорію» | Усього за «Сампдорію» | 277       | 16        |                    | 76                 | 7                  |                      | 22                   | 2                    |               | 1             | 0             | 376    | 25     |

## Титули і досягнення
- Володар Кубка Італії (5):

«Сампдорія»: 1984-1985, 1987-1988, 1988-1989, 1993-1994
«Рома»: 1990-1991
- Володар Кубка Кубків УЄФА (1):

«Сампдорія»: 1989-1990